# Italia en los Juegos Olímpicos de Los Ángeles 1984
Italia estuvo representada en los Juegos Olímpicos de Los Ángeles 1984 por un total de 268 deportistas que compitieron en 23 deportes.  
La portadora de la bandera en la ceremonia de apertura fue la atleta Sara Simeoni.

## Medallistas
El equipo olímpico italiano obtuvo las siguientes medallas:
| Nombre                                                                                  | Deporte            | Competición             |
| --------------------------------------------------------------------------------------- | ------------------ | ----------------------- |
| Oro                                                                                     |                    |                         |
| Alberto Cova                                                                            | Atletismo          | 10 000 m M              |
| Alessandro Andrei                                                                       | Atletismo          | Peso M                  |
| Gabriella Dorio                                                                         | Atletismo          | 1500 m F                |
| Maurizio Stecca                                                                         | Boxeo              | Gallo (54 kg) M         |
| Claudio Vandelli Marcello Bartalini Marco Giovannetti Eros Poli                         | Ciclismo en ruta   | Ruta por eqs. M         |
| Mauro Numa                                                                              | Esgrima            | Florete ind. M          |
| Mauro Numa Angelo Scuri Andrea Borella Stefano Cerioni Andrea Cipressa                  | Esgrima            | Florete por eqs. M      |
| Ferdinando Meglio Giovanni Scalzo Angelo Arcidiacono Gianfranco Dalla Barba Marco Marin | Esgrima            | Sable por eqs. M        |
| Norberto Oberburger                                                                     | Halterofilia       | 110 kg M                |
| Vincenzo Maenza                                                                         | Lucha grecorromana | 48 kg M                 |
| Daniele Masala                                                                          | Pentatlón moderno  | Individual M            |
| Daniele Masala Pier Paolo Cristofori Carlo Massullo                                     | Pentatlón moderno  | Equipo M                |
| Carmine Abbagnale Giuseppe Abbagnale Giuseppe Di Capua                                  | Remo               | Dos con timonel (M2+) M |
| Luciano Giovannetti                                                                     | Tiro               | Foso M                  |
| Plata                                                                                   |                    |                         |
| Sara Simeoni                                                                            | Atletismo          | Salto de altura F       |
| Salvatore Todisco                                                                       | Boxeo              | Minimosca (48 kg) M     |
| Francesco Damiani                                                                       | Boxeo              | Superpesado (+91 kg) M  |
| Marco Marin                                                                             | Esgrima            | Sable ind. M            |
| Ezio Gamba                                                                              | Judo               | –71 kg M                |
| Edith Gufler                                                                            | Tiro               | Rifle de aire 10 m F    |
| Bronce                                                                                  |                    |                         |
| Maurizio Damilano                                                                       | Atletismo          | 20 km marcha M          |
| Sandro Bellucci                                                                         | Atletismo          | 50 km marcha M          |
| Giovanni Evangelisti                                                                    | Atletismo          | Salto de longitud M     |
| Luciano Bruno                                                                           | Boxeo              | Wélter (67 kg) M        |
| Angelo Musone                                                                           | Boxeo              | Pesado (91 kg) M        |
| Stefano Cerioni                                                                         | Esgrima            | Florete ind. M          |
| Roberto Manzi Angelo Mazzoni Stefano Bellone Sandro Cuomo Cosimo Ferro                  | Esgrima            | Espada por eqs. M       |
| Dorina Vaccaroni                                                                        | Esgrima            | Florete ind. F          |
| Carlo Massullo                                                                          | Pentatlón moderno  | Individual M            |
| Luca Scribani Rossi                                                                     | Tiro               | Skeet M                 |
| Giorgio Gorla Alfio Peraboni                                                            | Vela               | Star M                  |
| Equipo                                                                                  | Voleibol           | Torneo M                |